# دوري نيكاراغوا لكرة القدم 2012–13
دوري نيكاراغوا لكرة القدم 2012–13 (بالإسبانية: Primera División de Nicaragua 2012-2013)‏ هو موسم من دوري نيكاراغوا لكرة القدم. أشرف على تنظيمه اتحاد نيكاراغوا لكرة القدم، وكان عدد الأندية المشاركة فيه 8، وفاز فيه Real Estelí FC ‏.